# Grote ereprijs
De grote ereprijs (Veronica persica) is een eenjarige plant die behoort tot de weegbreefamilie (Plantaginaceae). De plant komt van nature voor in de Kaukasus en heeft zich van daaruit verder verspreid in Eurazië en naar Noord-Amerika.
De plant wordt 15-30 cm hoog en heeft een behaarde stengel. De vegetatieve stengels zijn kruipend en kunnen aan de basis op de knopen wortelen. De bloemstengels staan rechtop. De 0,7-2,1 cm × 0,5-1,4 cm grote, behaarde bladeren zijn eirond en diep getand.
De grote ereprijs bloeit van april tot de herfst met 0,8-1 cm grote, alleenstaande, langgesteelde, hemelsblauwe bloemen met donkere strepen en een geelwit centrum. De kelkbladen zijn 0,5-0,7 cm lang. De schutbladen zijn niet van de gewone bladeren te onderscheiden. Wel zijn ze iets kleiner.
De 0,4-0,6 × 0,8-1 cm grote vrucht is een omgekeerd-hartvormige doosvrucht met sterk zijwaarts uitgegroeide vruchtlobben. De vrucht staat op een lange steel.
De plant komt voor op vochtige, zeer voedselrijke grond in akkerland, in groentetuinen en op mesthopen.

## Bloemdiagram

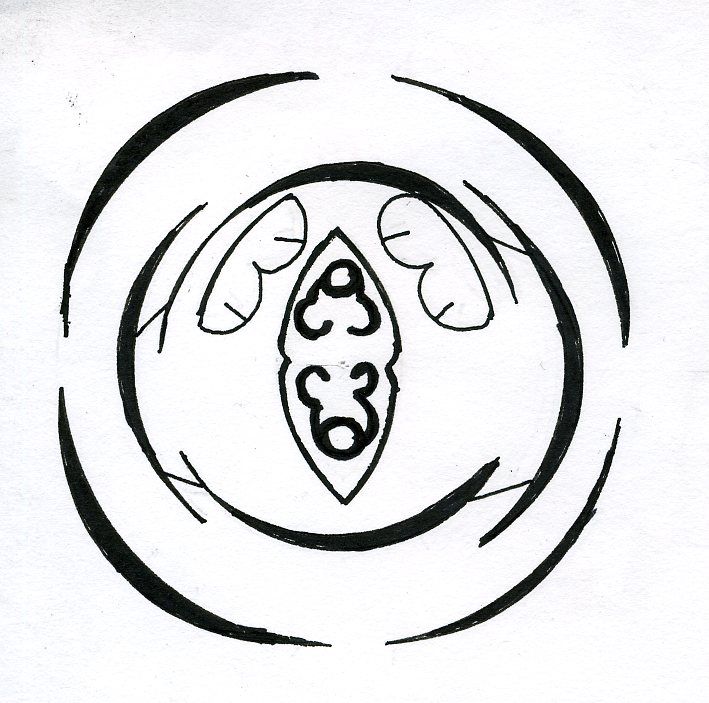

## Namen in andere talen
- Duits: Persischer Ehrenpreis
- Engels: Common Field-speedwell, Persian speedwell, Large Field Speedwell, Bird's-eye
- Frans: Véronique de Perse, Véronique commune

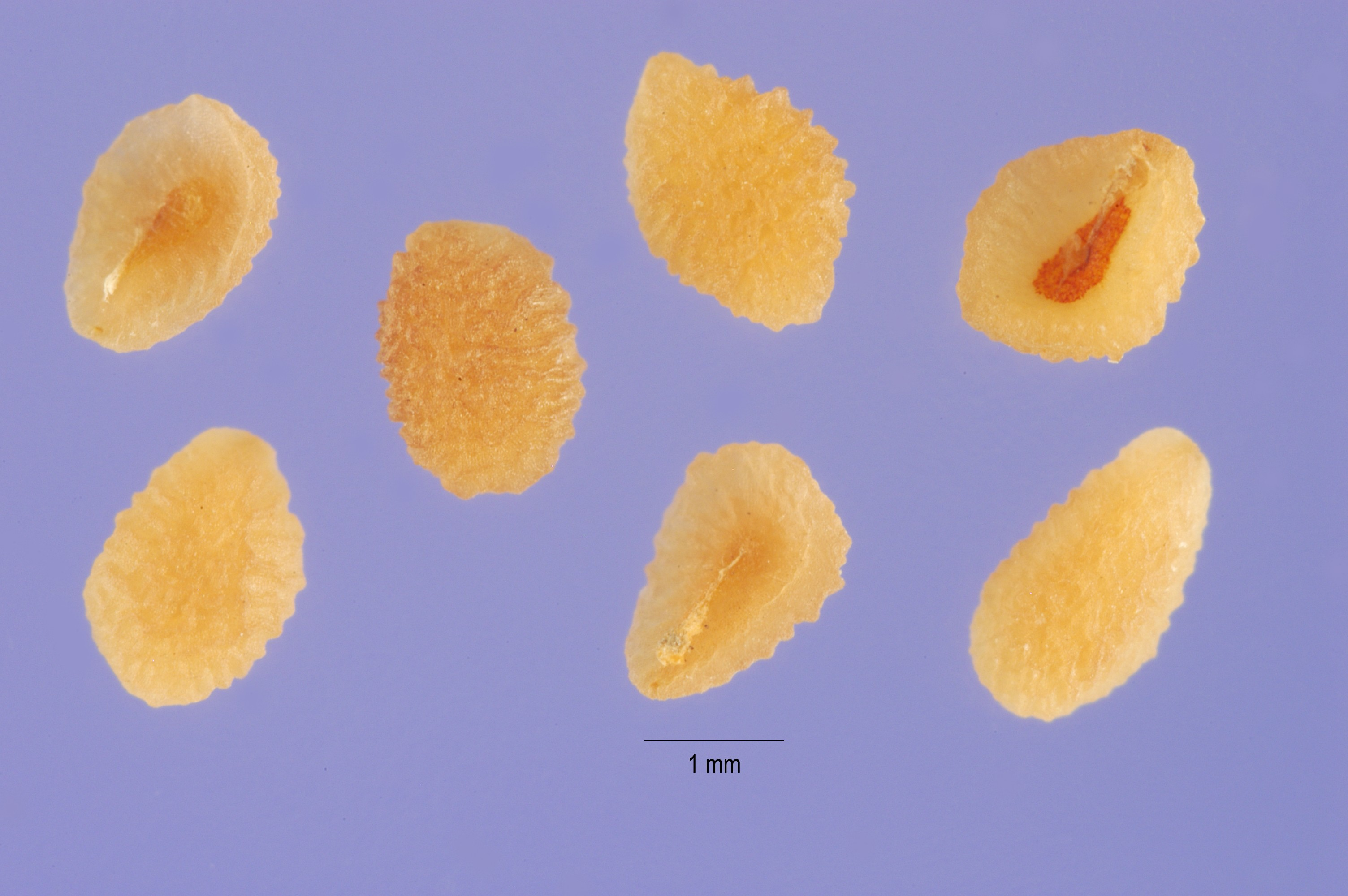
Zaden

- Pools: Przetacznik perski